# Gemerský Sad
Gemerský Sad es un municipio del distrito de Revúca en la región de Banská Bystrica, Eslovaquia, con una población estimada a final del año 2024 de 289 habitantes.
Se encuentra ubicado al este de la región, en la cuenca hidrográfica del río Sajó —un afluente derecho del río Tisza— y cerca de la frontera con la región de Košice.

## Demografía
| Año        | 1994 | 2004    | 2014    | 2024    |
| ---------- | ---- | ------- | ------- | ------- |
| Población  | 337  | 317     | 302     | 289     |
| Diferencia |      | −5,93 % | −4,73 % | −4,30 % |

| Año        | 2023 | 2024    |
| ---------- | ---- | ------- |
| Población  | 296  | 289     |
| Diferencia |      | −2,36 % |